# 충청강원119특수구조대
충청·강원119특수구조대(忠淸·江原119特殊救助隊)는 중앙119구조본부의 소관사무를 분장하는 소속기관이다. 2015년 11월 30일 발족하였으며, 충청남도 천안시 동남구 태조산길 269 (구)중앙소방학교 임시청사에서 2020년 3월4일 충청북도 충주시 주덕읍 화곡리 1107번지로 신청사로 이전 하였다. 대장은 소방정으로 보한다.
2015년 11월 출범한 뒤 중앙소방학교를 임시 청사로 사용하면서 충북도 충주시를 입지로 선정하여 2018년까지 이전을 완료할 계획이다.

## 연혁
- 2013년 9월 17일: 중앙119구조본부 소속으로 서산119화학구조센터 설치.[3]
- 2015년 11월 30일: 중앙119구조본부 소속으로 충청·강원119특수구조대 설치.[4] 서산119화학구조센터를 소속기관으로 편입.[5]
- 2018년 3월 30일: 충주119화학구조센터 설치.[6]

## 관할구역
- 대전광역시
- 세종특별자치시
- 강원도
- 충청북도
- 충청남도

## 소속기관
119화학구조센터
| 명칭                | 위치                               | 관할구역                             |
| ------------------- | ---------------------------------- | ------------------------------------ |
| 서산119화학구조센터 | 충청남도 서산시 대산읍 명지1로 213 | 대전광역시, 세종특별자치시, 충청남도 |
| 충주119화학구조센터 | 충청북도 충주시                    | 강원도, 충청북도                     |